# Ozarba punctifascia
Ozarba punctifascia là một loài bướm đêm trong họ Noctuidae.